# John Kasich
John Richard Kasich (ur. 13 maja 1952) – amerykański polityk związany z Partią Republikańską, w latach 2011–2019 sprawował urząd gubernatora stanu Ohio. 

## Życiorys
Jest wnukiem imigrantów z Czech i Chorwacji. W latach 1983–2001 przez dziewięć kadencji Kongresu Stanów Zjednoczonych był przedstawicielem dwunastego okręgu wyborczego w stanie Ohio w Izbie Reprezentantów Stanów Zjednoczonych, przy czym w latach 1995–2001 kierował Komisją Budżetu Izby Reprezentantów. W tym czasie jego głównym osiągnięciem był uchwalenie w 1997 roku pierwszej od 1969 roku ustawy budżetowej, która wprowadziła budżet zrównoważony. Był zaangażowany w reformę systemu opieki społecznej, która miała sprzyjać większej aktywizacji bezrobotnych. W tym okresie nie należał okazjonalnie współpracował z przedstawicielami Partii Demokratycznej, a proponowane przez niego ustawy zyskiwały poparcie Demokratów. Pomimo tego, w 1998 roku głosował za postawieniem prezydenta Clintona w stan oskarżenia.
Po odejściu z parlamentu był komentatorem politycznym w konserwatywnej stacji Fox News Channel, a następnie znalazł zatrudnienie w banku Lehman Brothers. W 2010 roku powrócił do polityki i odniósł zwycięstwo w wyborach na gubernatora stanu Ohio, a w 2014 roku uzyskał reelekcję. W tym czasie przeprowadził reformy budżetowe, obniżając deficyt poprzez cięcie wydatków i podnoszenie części należności podatkowych. Jako zwolennik kary śmierci zezwolił do 18 lipca 2018 roku w swoim stanie na przeprowadzenie piętnastu egzekucji.
Jest zdecydowanym zwolennikiem wprowadzenia konstytucyjnego zakazu uchwalania budżetu z deficytem. Jest zwolennikiem zwiększania budżetu sił zbrojnych, w tym wspierania Ukrainy dostawami uzbrojenia. Popiera publiczne finansowanie prywatnych szkół realizujących autorski program nauczania (tzw. szkoły czarterowe) i powszechne ubezpieczenia zdrowotne wprowadzone przez prezydenta Obamę. Przeciwny programom ochrony środowiska, ponieważ są one utrudnieniem dla działalności przedsiębiorstw. W kwestiach światopoglądowych jest niechętny aborcji, ale dopuszcza ją w wyjątkowych sytuacjach, jest przeciwny małżeństwom homoseksualnym, ale nie popiera konstytucyjnego zakazu ich zawierania, sprzeciwia się stosowaniu marihuany (w tym do celów medycznych), ale chce pozostawienia stanom swobody decydowania o dopuszczalności stosowania marihuany.
Był kandydatem do nominacji Partii Republikańskiej w wyborach prezydenckich w Stanach Zjednoczonych w 2016 roku. Wycofał swoją kandydaturę w maju 2016 roku.